# Alain Jonemann
Alain Jonemann, né le 24 octobre 1919 au Vésinet (Seine-et-Oise) et mort le 19 janvier 1998 en mer au Viêt Nam, est un homme politique français.
Il est le fils de Gaston Jonemann, conseiller municipal du Vésinet avant et après la Seconde Guerre Mondiale, président du Syndicat d'Initiative, qui joua un rôle déterminant dans le classement du Site du Vésinet en 1934 et l'élaboration du Plan d'aménagement, d'embellissement et d'extension de 1937 qui a fixé les grandes règles d'Urbanisme du Vésinet, toujours en vigueur[réf. nécessaire].
L'espace culturel du Vésinet porte son nom.

## Successeurs
Il a trois fils, en particulier :
- Didier[2] , maire du Vésinet d'avril 2013[3],[4] à avril 2014, ayant été déclaré inéligible à la suite du rejet de son compte de mandat[5]
- François, maire-adjoint du Vésinet depuis mai 2014[6]

## Détail des fonctions et des mandats
De 1963 à 1992, il est notamment :
- Maire du Vésinet (Yvelines) (1965-1995)

- Président (1963-1967) puis président honoraire de la Chambre syndicale des transports de Paris

- Vice-président (1960-1967) puis vice-président honoraire du Syndicat national des agents et courtiers fret aériens

- Député des Yvelines (5e circ. (12/06/1988-01/04/1993)

- Conseiller général du canton du Vésinet (1967-1992) ;

- Conseiller du commerce extérieur de la France (1975-1982) ;

- Conseiller régional d'Île-de-France (1976-1986) ;

- Vice-président du Conseil général des Yvelines (1970-1992) puis vice-président honoraire ;

- Premier vice-président de l'Union des maires des Yvelines (1983-1988) ;

- Président de l'Union départementale des élus locaux des Yvelines (UDELY)[Quand ?] ;

- Membre de section au Conseil économique et social[Quand ?] ;